# Angkor Sar
Angkor Sar es una comuna (khum) del distrito de Me Sang, en la provincia de Prey Veng, Camboya. En marzo de 2008 tenía una población estimada de 9314 habitantes.
Se encuentra ubicada al sur del país, a escasa distancia de los ríos Mekong y Bassac, y de la frontera con Vietnam.